# Gyalóka
Gyalóka é um município da Hungria, situado no condado de Győr-Moson-Sopron. Tem 3,93 km² de área e sua população em 2015 foi estimada em 68 habitantes.